# Beyond Meat
Beyond Meat ist ein US-amerikanischer Nahrungsmittelproduzent veganer Fleischersatzprodukte mit Sitz in Kalifornien.

## Entwicklung

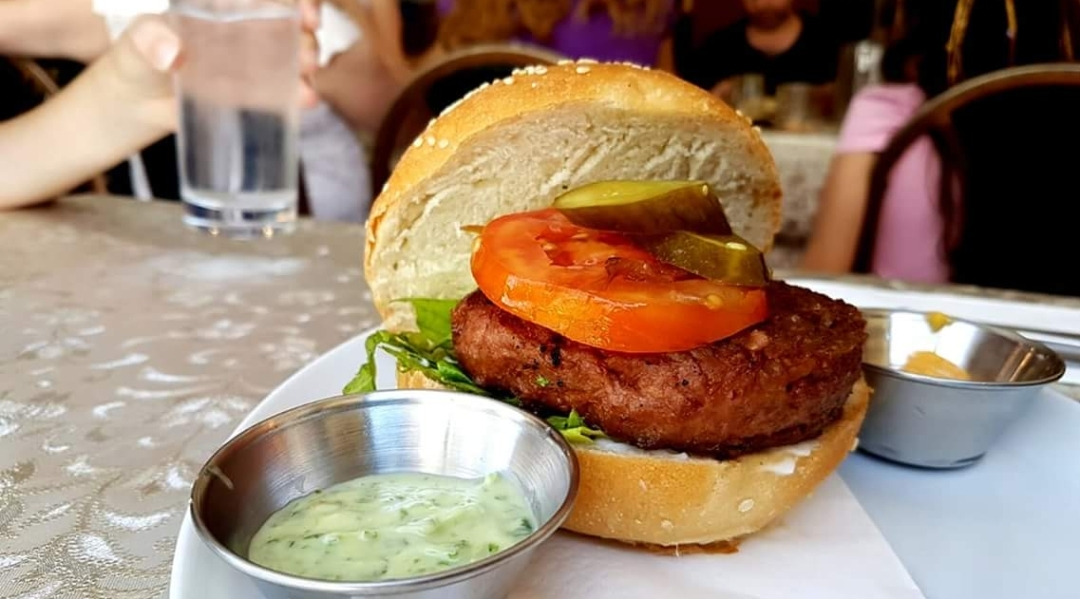
Beyond Meat Burger

Beyond Meat wurde 2009 von Ethan Brown gegründet. Das Unternehmen erhielt anfänglich Beteiligungskapital von Kleiner Perkins Caufield & Byers, Obvious Corporation, Cascade Investment (Bill Gates), Biz Stone, Humane Society und Tyson Foods. Im April 2013 begann das Unternehmen unter der Bezeichnung Beyond Chicken mit dem Verkauf von Huhnersatzprodukten durch die Supermarktkette Whole Foods Market.
PETA kürte Beyond Meat zum Unternehmen des Jahres 2013. Im selben Jahr kam das Produkt Beyond Beef auf den Markt. The Beast Burger ist seit Februar 2015 und Beyond Sausage seit Januar 2018 in den Vereinigten Staaten erhältlich.
Tyson Foods, das größte US-amerikanische Fleischzucht- und Verarbeitungsunternehmen, kaufte im Oktober 2016 fünf Prozent der Unternehmensanteile. Seit Juni 2018 hat Beyond Meat mit der Inbetriebnahme einer Fabrik in Columbia einen zweiten Produktionsstandort. Das Unternehmen verkündete im selben Monat, dass seine Produkte an 27.000 Orten verkauft werden. Im Juli 2018 wurde der Vertrieb in 50 Staaten über Tesco im Vereinigten Königreich, A&W in Kanada und PHW in Deutschland bekannt gegeben. Im Jahr 2018 gab Beyond Meat Pläne für einen Börsengang bekannt, der im Mai 2019 erfolgte. Am ersten Handelstag legte die Aktie um über 150 Prozent zu. Kurz davor veräußerte Tyson Foods seine Beteiligung. Beyond Meat war der erste rein pflanzliche Lebensmittelhersteller, welcher an die Börse ging.
Im Juni 2020 startete Beyond Meat die Produktion in Europa in einer Produktionsstätte des Partners Zandbergen in den Niederlanden und kündigte zeitgleich eine eigene Produktion in Enschede an. Im September 2020 wurde zudem bekannt, dass Beyond Meat eine Produktionsstätte in Shanghai plant. Das Werk nahm im April 2021 die Produktion auf.
Im November 2022 wurde bekannt, dass der Umsatz zuletzt deutlich gefallen war und im dritten Quartal 2022 niedriger war als die Verluste. Das Unternehmen hatte im Vormonat 200 Mitarbeiter entlassen. Dies entsprach 20 % der Belegschaft.

## Kooperationen

### Gastronomie
Im August 2019 testete Kentucky Fried Chicken vegane Chicken-Nuggets von Beyond Meat (Beyond Fried Chicken) in einer Filiale in Atlanta. Im Januar 2020 wurde der Test auf 70 Restaurants um Charlotte und Nashville erweitert, im Juli 2020 auf 50 Restaurants in Südkalifornien. Darüber hinaus bietet KFC im Rahmen eines limitierten Angebots im Mai 2021 in China den Plant-Based Spicy Beef Wrap an.
Zwischen September 2019 und Juli 2020 hat McDonald’s einen speziell entwickelten Patty von Beyond Meat in 28 kanadischen Restaurants als P.L.T.-Burger getestet. In Dänemark und Schweden testet McDonalds seit Januar 2021 den McPlant mit Beyond-Meat-Pattys. Im Februar 2021 wurde eine strategische Partnerschaft über drei Jahre bekanntgegeben. Beyond Meat wird damit bevorzugter Lieferant für die Pattys des McPlants. Inzwischen ist der McPlant-Burger u. a. auch in Deutschland auf dem Markt, inkl. den McPlant-Nuggets.
Seit November 2019 besteht eine Kooperation mit Dunkin’ Donuts, die das Dunkin’s Beyond Sausage® Sandwich in allen Restaurants der USA anbieten. Eine weitere Zusammenarbeit besteht mit Starbucks in Großbritannien, Kanada, China, Taiwan und Thailand. Seit November 2020 testet Pizza Hut die Beyond Italian Sausage Pizza und die The Great Beyond Pizza landesweit in der USA. Im Mai 2021 wurde das Angebot auf Kanada ausgeweitet.
Weiterhin wurde im Februar 2021 angekündigt, dass Taco Bell plant, Beyond Meat einzusetzen.

### Fertiggerichte
Im Januar 2021 hat Beyond Meat mit PepsiCo ein Joint Venture namens PLANeT gegründet. Zusammen wollen die beiden Unternehmen Snacks und Getränke entwickeln. Im Mai 2021 wurden im Rahmen einer Kollaboration mit der britischen Handelskette Tesco erstmals eine Reihe von Fertiggerichten in der Wicked Kitchen-Produktreihe vorgestellt, die Beyond-Meat-Produkte enthalten.

## Produkte
|                           | Rindfleisch | Impossible | Beyond | Schwarze Bohnen |
| ------------------------- | ----------- | ---------- | ------ | --------------- |
| Trans-Fettsäuren (g)      | 1,5         | 0          | 0      | 0               |
| Gesättigte Fettsäuren (g) | 8           | 8          | 6      | 1,5             |
| Natrium (mg)              | 230         | 370        | 390    | 0               |
| Cholesterin (mg)          | 80          | 0          | 0      | 0               |
| Ballaststoffe (g)         | 0           | 3          | 2      | 7,3             |
| Protein (g)               | 20          | 19         | 20     | 11              |
| Vitamin B12 (µg)          | 3           | 3          | 0      | 0               |
| Eisen (g)                 | 2,8         | 4,2        | 4,2    | 3,6             |
| Kalium (µg)               | 345         | 610        | 300    | 420             |

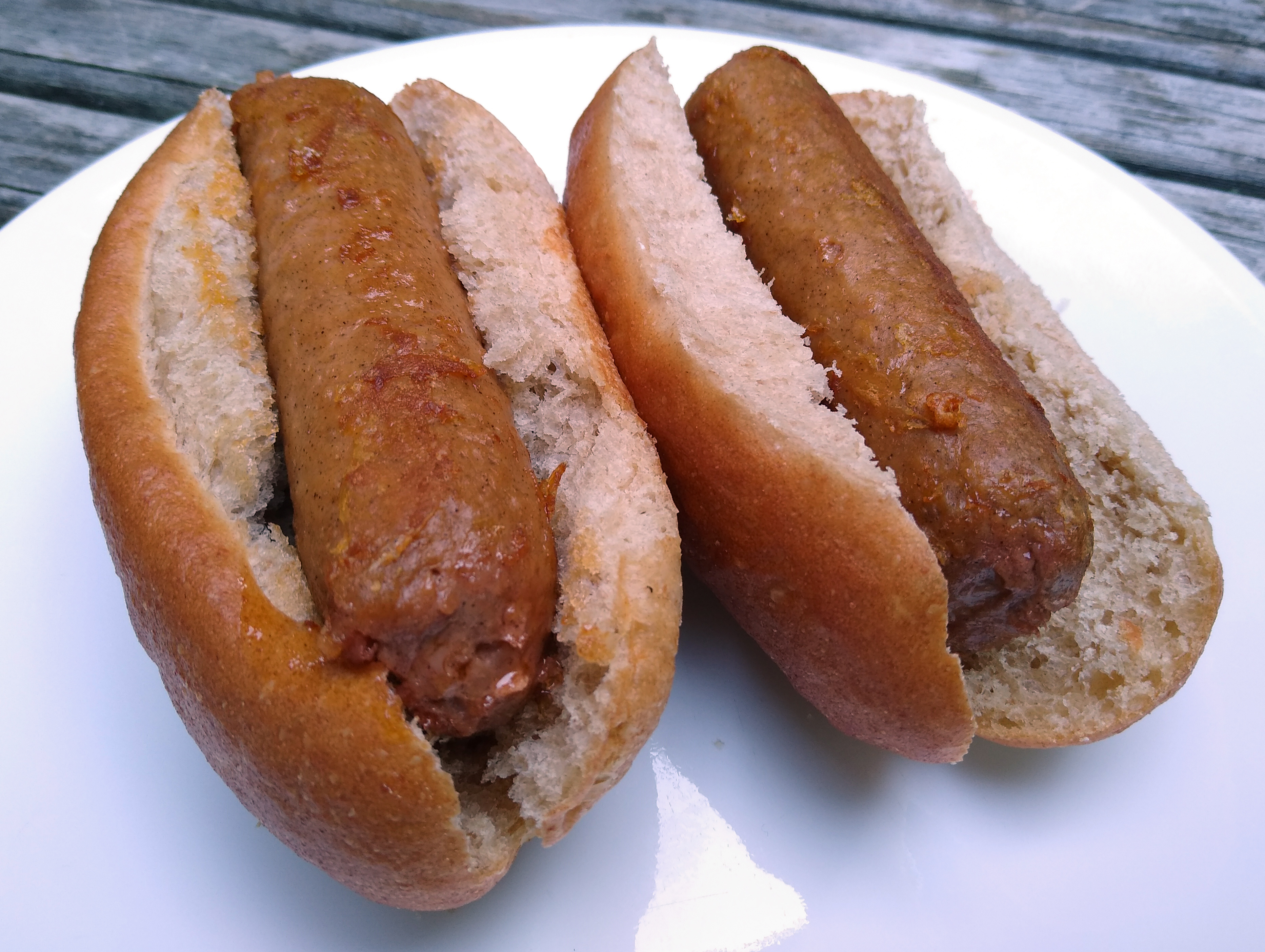
Beyond Sausage (durchgebraten)

Die veganen Fleischersatzprodukte bestehen hauptsächlich aus einer Mischung von Wasser, Erbsenproteinisolat und verschiedenen pflanzlichen Ölen. Je nach Produkt werden unterschiedliche Gewürze, Aromen und weitere Zutaten hinzugefügt. Die Konsistenz entsteht mittels Extrusion, bei der Zutaten gemischt, unter Dampf gekocht und in Form gepresst werden. Gegenüber Hackfleisch (bei 80 % Fleisch- und 20 % Fettanteil) enthalten Beyond-Meat-Produkte ebenso viele Proteine, zur Hälfte weniger gesättigte Fettsäuren und kein Cholesterin. Sie enthalten kein Gluten und keine gentechnisch veränderten Organismen.
Das Unternehmen stellt folgende Produkte her:
- Beyond Beef
- The Beyond Burger (besteht aus 18 % Erbsenproteinisolaten)
- Beyond Sausage (3 verschiedene Sorten: Bratwurst, Salsiccia und Wurst)[46]
- Beyond Meatballs[47]
- Beyond Pork (aktuell auf den chinesischen Markt beschränkt)[48]

Momentan nicht mehr verfügbare Produkte sind:
- Beyond Chicken (Produktion 2019 eingestellt)[49]
- The Beast Burger

Beyond Meat hat darüber hinaus bestätigt, an Alternativen für Bacon und Steak zu arbeiten.

## Nachhaltigkeit
Eine von Beyond Meat in Auftrag gegebene Studie des Zentrums für Nachhaltigkeit an der University of Michigan hat die Umweltwirkungen des Beyond-Burger-Pattys im Vergleich zu einem durchschnittlichen Rindfleisch-Patty ermittelt. Die Studie kam für die Produktionseffizienz im Jahr 2017 zu folgendem Ergebnis:
- 90 % weniger Treibhausgase
- 46 % weniger Energie
- 99 % geringerer Einfluss auf Wasserknappheit
- 93 % weniger Flächenverbrauch

Betrachtet wurde dabei der Lifecycle von „cradle to distribution.“ Den größten Einfluss auf die Umweltbilanz hatte die Produktion des Erbseneiweisses, des Raps- und Kokosöles. Einsparmöglichkeiten sah die Studie vor allem bei der Verpackung.
Beyond Meat wurde von Analysten 2020 dafür kritisiert, zwar mit Nachhaltigkeit zu werben, diese aber im Vergleich zu Produzenten von tierischem Fleisch nicht für die gesamte Unternehmensbilanz im Sinne des ESG-Reportings für Investoren bereitzustellen.
Die Zeitschrift Ökotest kritisierte 2019, dass die Produkte in den USA produziert und tiefgefroren nach Europa geliefert werden. Seit Ende 2020 werden Beyond-Meat-Produkte für den europäischen Markt an zwei Standorten in den Niederlanden produziert.

## Rezeption
2019 hat Öko-Test den Beyond-Meat-Burger getestet. Während das Produkt gute Noten erhielt, was Geschmack und Konsistenz angeht, wurde die Verwendung von geschmacksverstärkenden Hefeextrakten kritisiert. Zudem wurden im Burger Mineralölbestandteile (MOSH) nachgewiesen. Ob sich daraus allerdings Gesundheitsrisiken ergeben, ist unklar.
Im Test der Stiftung Warentest von 2021 wurde der Beyond Meat Burger Testsieger mit einer Gesamtnote von 1,8. Schadstoffe ließen sich keine nachweisen. Die Tester lobten den aromatischen Geschmack und die gesunden Fettsäuren.